# Doedicurus clavicaudatus
Doedicurus clavicaudatus là một động vật thời tiền sử, sống vào Đại Pleistocene cho đến khi kết thúc kỉ Băng hà, khoảng 11.000 năm vè trước. Đây là loài thuộc họ glyptodontid lớn nhất từng được biết đến.

## Hình ảnh

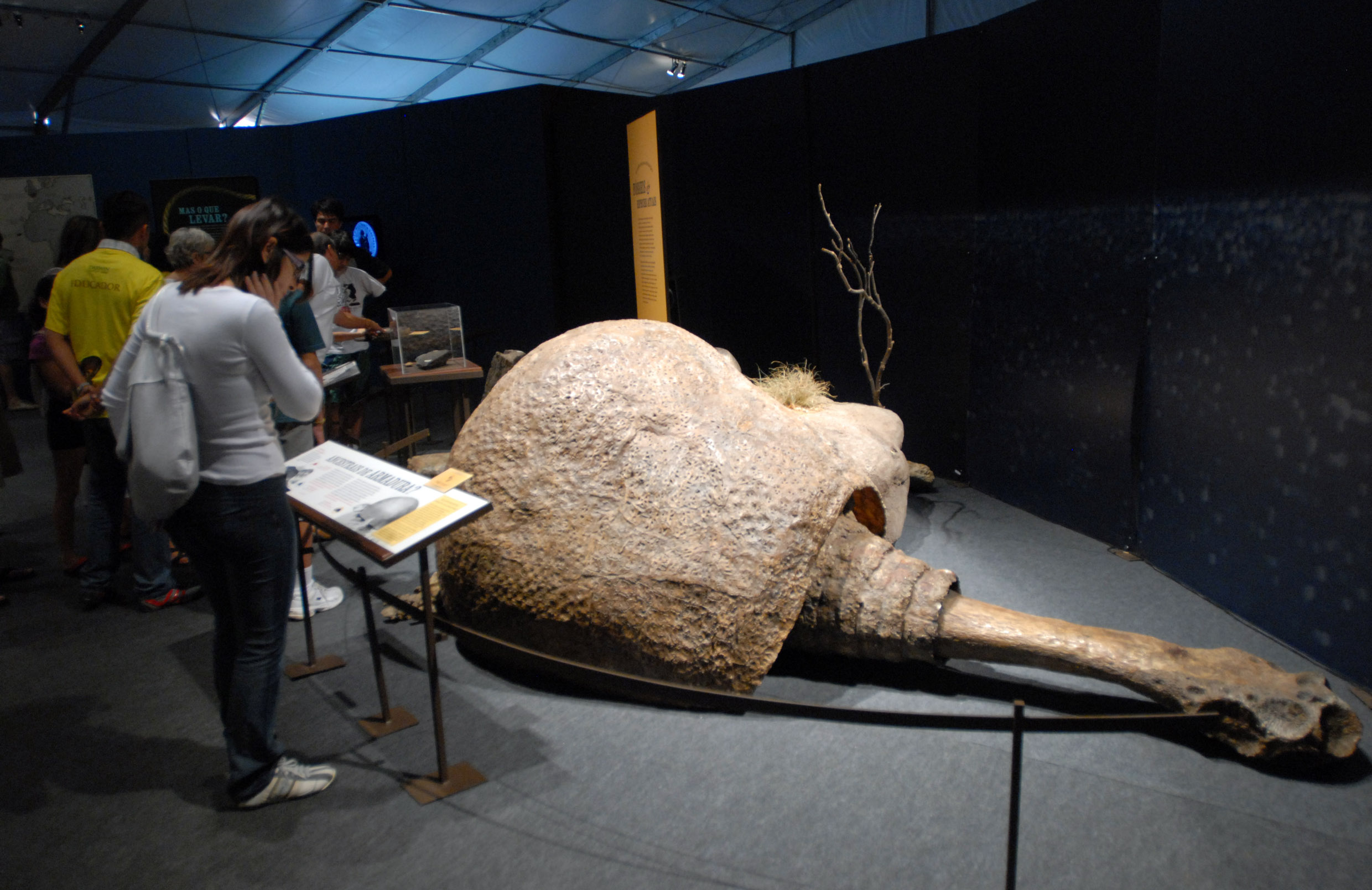
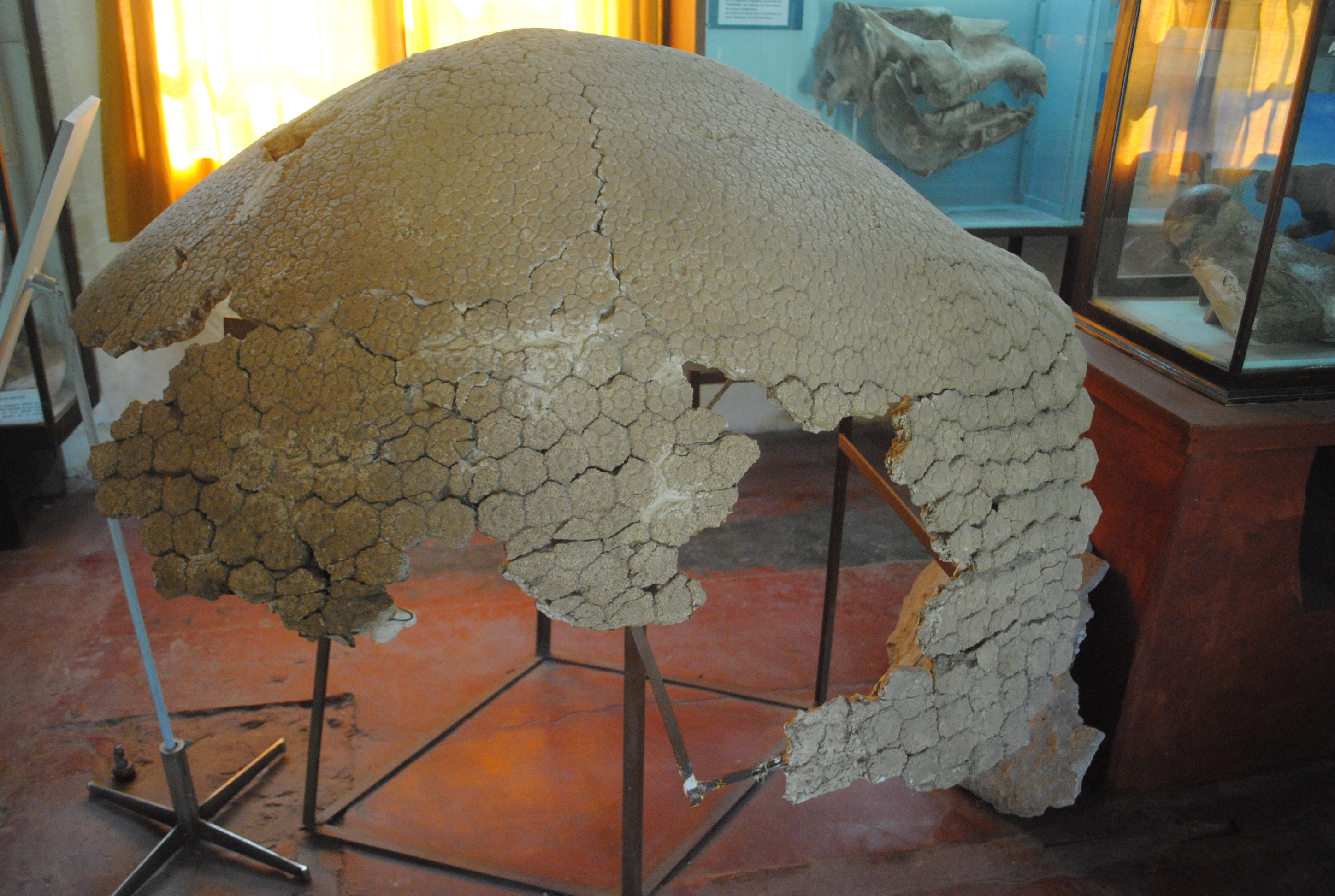
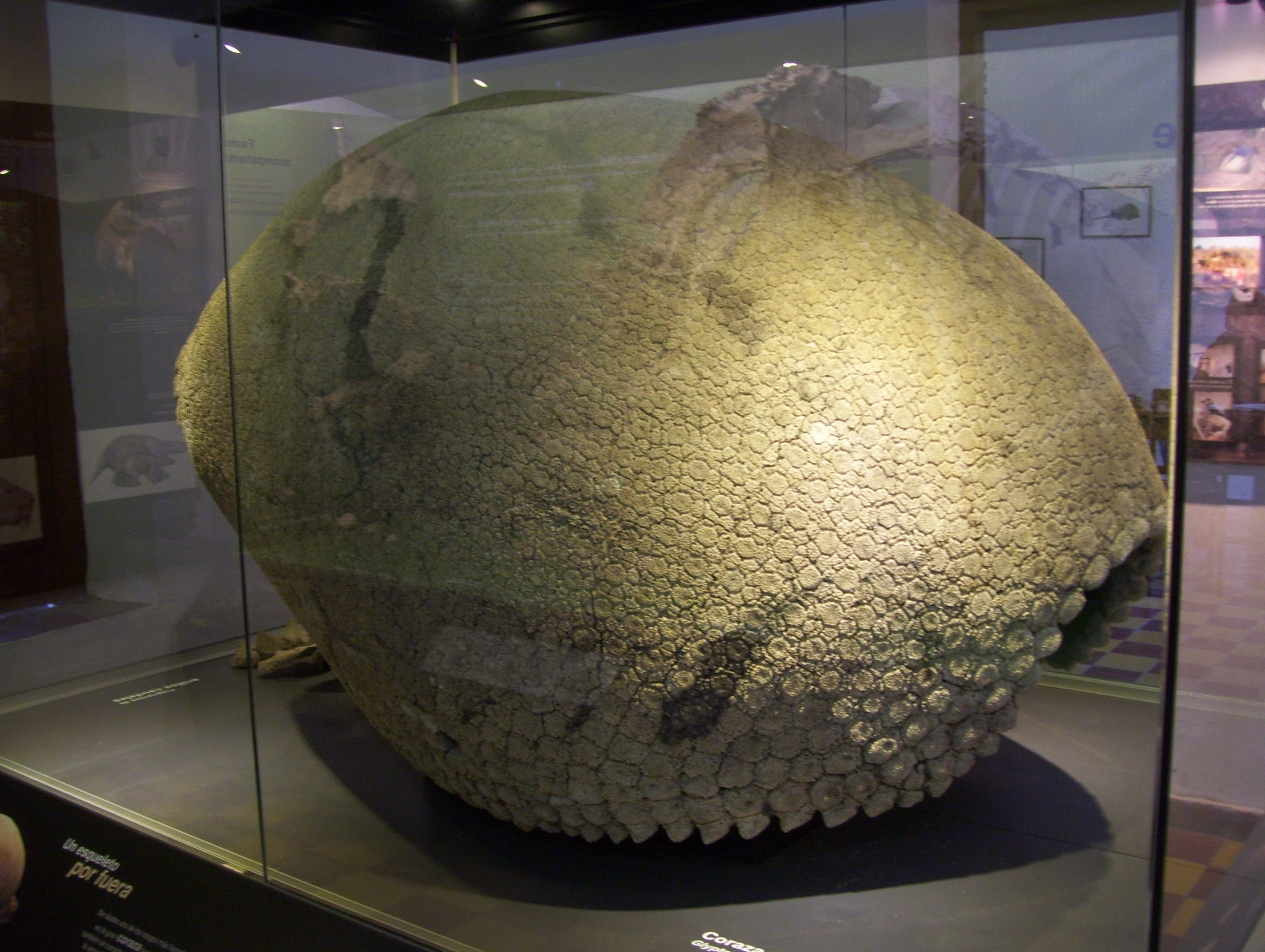
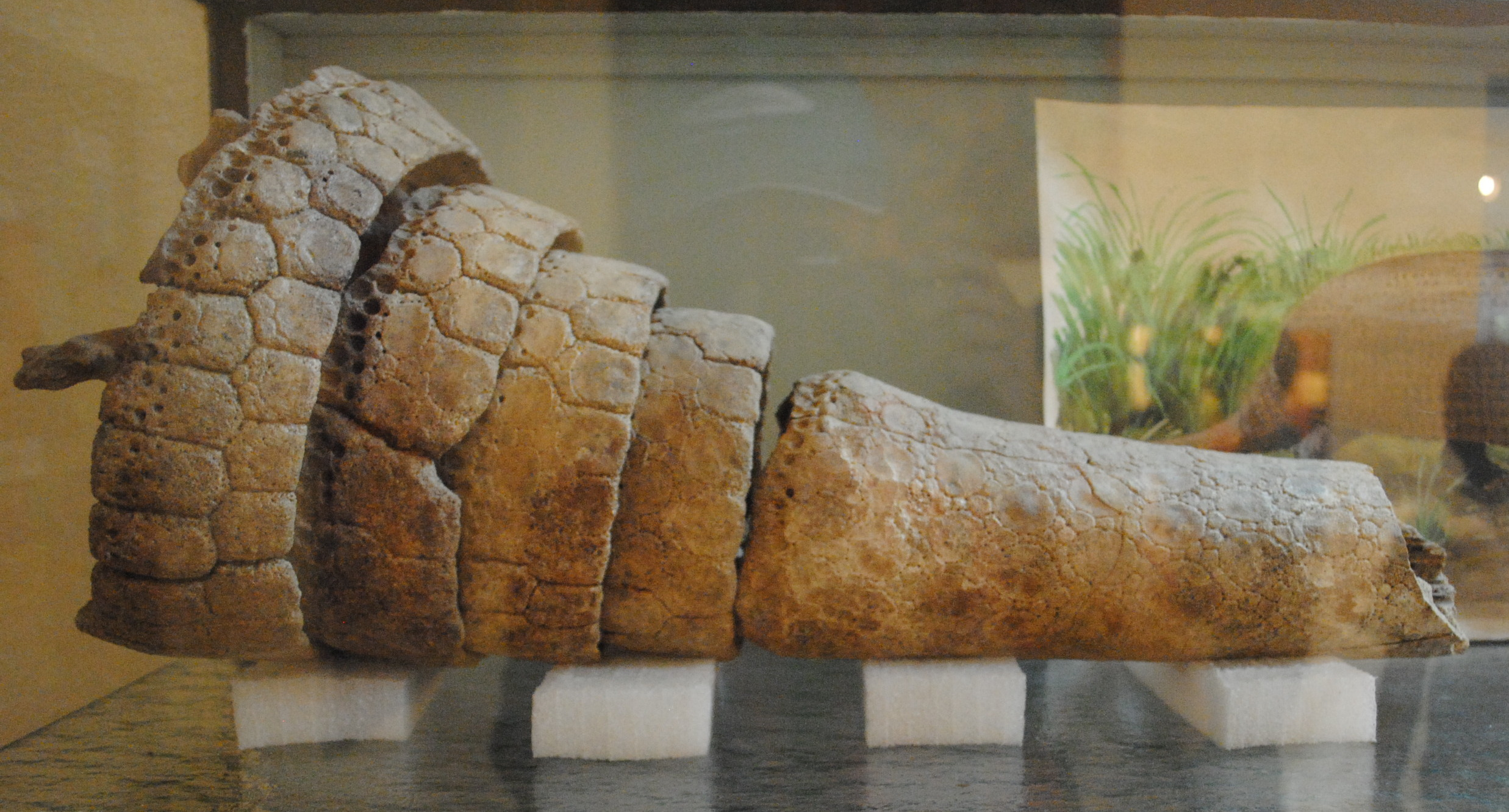